# 福克F27
福克F27友誼式客機（Fokker F27 "Friendship"）是一款由荷蘭飛機製造商福克生產的渦輪螺旋槳飛機，屬32座等級的小型客機，經常被用於區域性或離島航線等航程較短的路線。

## 历史渊源
Fokker F27的设计阶段始于1950年代初，原定作为DC-3替代型号机种。生产商衡量了好几种原型，最后选定高机翼，双劳斯莱斯道蒂发动机，加压机舱的28座设计。
首架原型机PH-NIV1955年11月24日试飞成功。第一架针对尾重缺点，該飛機配備兩台達特507引擎，載客量達28人，註冊編號為PH-NIV。第二架原型机在1957年首飛，与初生产型比之加长了0.9米，因此能多载乘客至32人，并采用功率更大的勞斯萊斯Dart Mk 528發動機。
1956年4月26日，美國的費柴尔德公司（Fairchild）與福克公司簽訂了合同，費爾柴德會在美國協助生產F27，其產品主要在美國銷售。費爾柴德的F-27與福克F-27有些不同，它的載客量達40人，且航程較遠。後來，費爾柴德公司在F27基礎上自行研發出FH-227，它的機身比F27長，載客量達52人，但產量並不多。
Fokker F27总共生产了793架，其中費爾柴德在美国生产207架。因而她是历代最成功的渦輪螺旋槳飛機。许多架飞机还被改装为客货两用机、或快递专用飞机。1980年代初，福克公司研制出其后继F50型飞机。新飞机自F27-500型号改进而成，加装加拿大普惠公司研制的引擎及现代化系统，使得性能表现及乘客舒适性远优于F27型。

## 修改型号
Fokker F27最先的生产型号为：F27-100，是44座客机，1958年装备爱尔兰航空公司（Aer Lingus）。
型号一览：
- F27-100 - 最先的生产型号

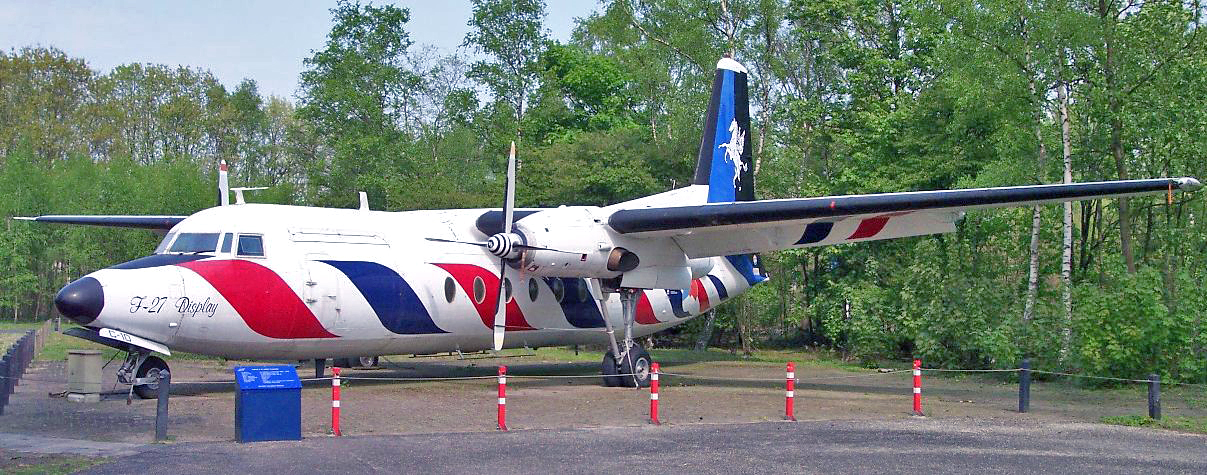
F27-300M Troopship

- F27-200 - 100型之改型，搭載劳斯莱斯Dart Mk 532型發動機
- F27-300 Combiplane - 民航、运货型
- F27-300M Troopship - 荷兰皇家空军专用型号
- F27-400 - 客货两用型，采用勞斯萊斯Dart 7涡轮螺旋桨引擎加大货物用登机门
- F27-400M - 美国陆军专用型号C-31A Troopship
- F27-500 - 最广泛采用的型号，机身增长，采用劳斯莱丝Dart Mk 528引擎，载客量52人，1967年首飞
- F27-500M - 500型之军用型
- F27-500F - 供澳大利亚使用500型之改型之改型缩小登机门
- F27-600 - 基于F27-100加大货物用登机门
- F27-700 -  基于F27-100加大货物用登机门
- F27 Maritime - 为无武装海岸侦察型
- F27 Maritime Enforcer - 为有武装海岸侦察型
- FH-227 - 费柴尔德公司改进型号

### F27民用型采用情况
以下航空公司采用曾经Fokker F27：
| - ABA Airlines - Aerocaribe - Aero Condor - 愛爾蘭航空 - Afrijet - 阿尔及利亚航空 - Air Anglia - Air Congo - Air Executive Norway - 法國航空 - Air Inter - 科特迪瓦航空 - Air Max-Gabon - Air New South Wales - 新西蘭航空 - 新幾內亞航空 - Air Panama - Air Sinai - Air Tanzania - Air Tropiques - Air UK - 扎伊爾航空 - Air West Express - Airlift International - Aeronica - 全日本空輸 - Air ALM - Amerer Air - Aloha Airlines - 安捷航空 - Associated Airlines of Australia - ATI - Aero Transport Italiani - Balair - Bali International Air Service - 孟加拉航空 - 布拉森航空 - 英倫航空 - Bonanza Air Lines - Burma Airways Corporation - Busy Bee - CATA Línea Aérea - Channel Express - 古巴航空 - 德爾塔航空 - DETA - 東非航空 - East-West Airlines (Australia) - Elbee Airlines - Euroceltic Airways - Expresso Aéreo - Farnair Hungary - 聯邦快遞 - 芬蘭航空 - FTG Air Service - 印度尼西亞鷹航空公司 - Hughes Airwest - 西班牙國家航空 - 冰島航空 | - 印度人航空 - Iona National Airways (Ireland) - 伊朗阿塞曼航空 - Jersey European Airways - 大韓航空 - 肯尼亞航空 - LADE - Laoag - Lesotho Airways - 利比亞阿拉伯航空 - Lloyd Aereo Boliviano - Luxair - Maersk Air - 馬來西亞航空 - 馬來西亞-新加坡航空 - Mesaba Airlines - Mihin Air - Mississippi Valley Airlines - Nigeria Airways - 新西蘭國家航空 - Northeast Airlines - Mactan - 印尼鴿記航空 - Mountain Air Cargo (FedEx Feeder) - Myanma Airways - NEPC Airlines - Newair Airservice (Denmark) - NLM Cityhopper - Norcanair - 挪威航空 - Pacific Air Lines - 巴基斯坦國際航空 - Pelita Air Service - Piedmont Airlines - 菲律賓航空 - Pilgrim Airlines - 摩洛哥皇家航空 - 北歐航空 - Scibe Airlift Cargo - Sempati Air Transport - Sky Team - Somali Airlines - Starair - Sterling Airways - 蘇丹航空 - TAA (Trans Australia Airlines) - 巴西天馬航空 - T.A. de la Guinee-Bissau - TAVAJ - Linhas Aéras Brazil - 土耳其航空 - Trans Australia Airlines - Union of Burma Airways - Uganda Airways - Aerolineas SOSA - TAAG安哥拉航空 - WDL Aviation |

截至2006年8月世界上依然有164架各种型号的Fokker-F27飞机在使用中。

### 军用型采用情况
- 阿尔及利亚空军
- 安哥拉空军
- 阿根廷空军
- 空军
- 玻利维亚空军
- 芬兰空军
- 空军
- 空军
- 印度海岸卫队
- 印度尼西亞空军
- 伊朗空军
- 冰島空军
- 義大利空军
- 墨西哥空军
- 緬甸空军
- 荷蘭皇家空军
- 新西兰皇家空军
- 奈及利亞空军
- 巴基斯坦空军及海军
- 秘魯海军
- 菲律賓空军及海军
- 塞内加尔空军
- 西班牙空军
- 苏丹空军
- 泰國皇家海军
- 美国空军
- 乌拉圭空军
- 葉門空军

### 政府机构采用情况
- 民航总局
  - 澳大利亚邮政局（Australia Post）
- 政府
- 法國地理勘探局
- 冰島海岸卫队
- 伊朗政府
- 荷蘭皇家专机
- 新西兰交通部

## 飞行事故
| 事故日期                 | 事故地点                            | 遇难人数 | 备注 |
| 1960年6月10日            | 澳大利亚昆士兰州 北部麦凯（Mackay） | 29       | 本次事故是大洋洲航空史是遇难者人数最多的空难，调查无法确认本次事故的直接原因。                                   |
| 1971年第二次印巴战争初期 | 阿拉伯海上空                        | 不详     | 失事为巴基斯坦空军飞机，在执行侦察印度海军导弹快艇方位的任务中失踪。                                             |
| 1972年10月13日           | 安第斯山脉                          | 29       | 乌拉圭空军571号班机空难                                                                                          |
| 1987年12月8日            | 秘鲁利马                            | 不详     | 利马Alianza足球俱乐部足球队当时全队在机上遇难。                                                                  |
| 2003年2月20日            | 巴基斯坦                            | 17       | 巴基斯坦空军元帅Mushaf Ali Mir及夫人，与15名乘员全部遇难。                                                       |
| 2006年7月10日            | 巴基斯坦木尔坦机场（Multan）        | 45       | 巴基斯坦国际航空公司班机，起飞2-3分钟后怀疑因引擎故障坠毁，全体乘客及机组遇难。 （页面存档备份，存于）           |
| 2012年6月21日            | 印尼雅加达                          | 10       | 6月21日下午2点45分，印尼空军一架载有7人的福克-27飞机坠入首都雅加达东部的一处军方住宅区，致10人死亡10余人受伤。。 |

另见：F27飞机坠毁事故列表 （页面存档备份，存于）

## 飞机参数

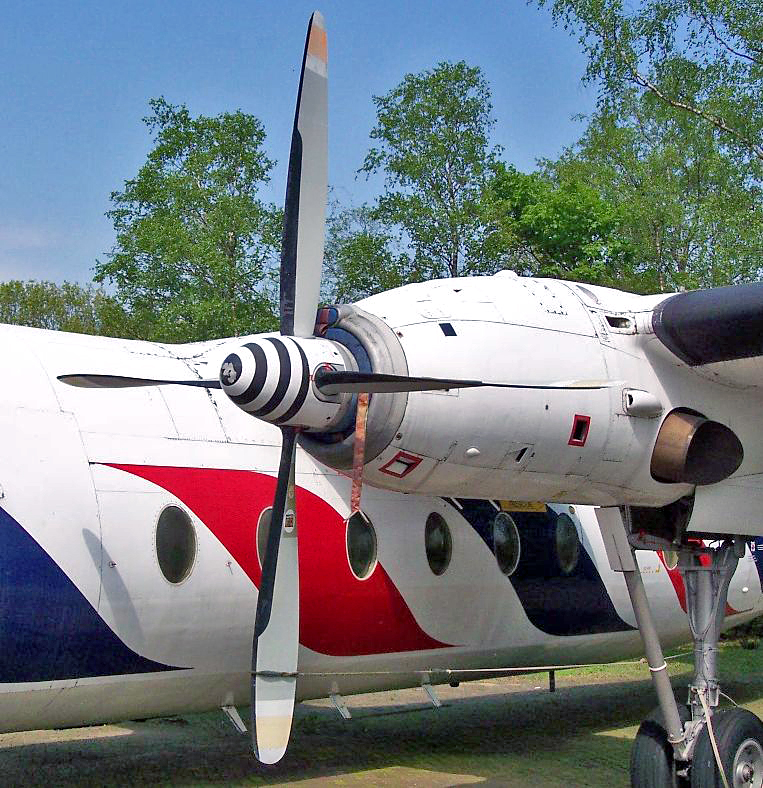
F27的勞斯萊斯引擎

以下主要飞机参数采录自北欧航空所用F27-600型号：
- 机身长度：23.5米（77呎2.3吋）
- 翼展：29米（95呎2吋）
- 双翼面积：70平方米（753平方呎）
- 最大起飞重量：19,730公斤（43,730磅）
- 正常巡航速度：420公里／小時（約260英里／小時）
- 最大航程：1,930公里（1,200英里）
- 實用升限：7,500米（25,000呎）
- 發動機：2 x 劳斯莱斯Mk532-7涡轮螺旋桨引擎 （turboprops）当分别采用水喷注／乙醇喷注，时输出功率分别为：1835 SHP／1990 SHP